# Sreekaryam
Sreekaryam es una ciudad censal situada en el distrito de Thiruvananthapuram en el estado de Kerala (India). Su población es de 23528 habitantes (2011). Se encuentra a 8 km de Thiruvananthapuram y a 60 km de Kollam.

## Demografía
Según el censo de 2011 la población de Sreekaryam era de 23528 habitantes, de los cuales 11467 eran hombres y 12061 eran mujeres. Sreekaryam tiene una tasa media de alfabetización del 96,89%, superior a la media estatal del 94%: la alfabetización masculina es del 98,26%, y la alfabetización femenina del 95,60%.